# 内閣総理大臣指名選挙

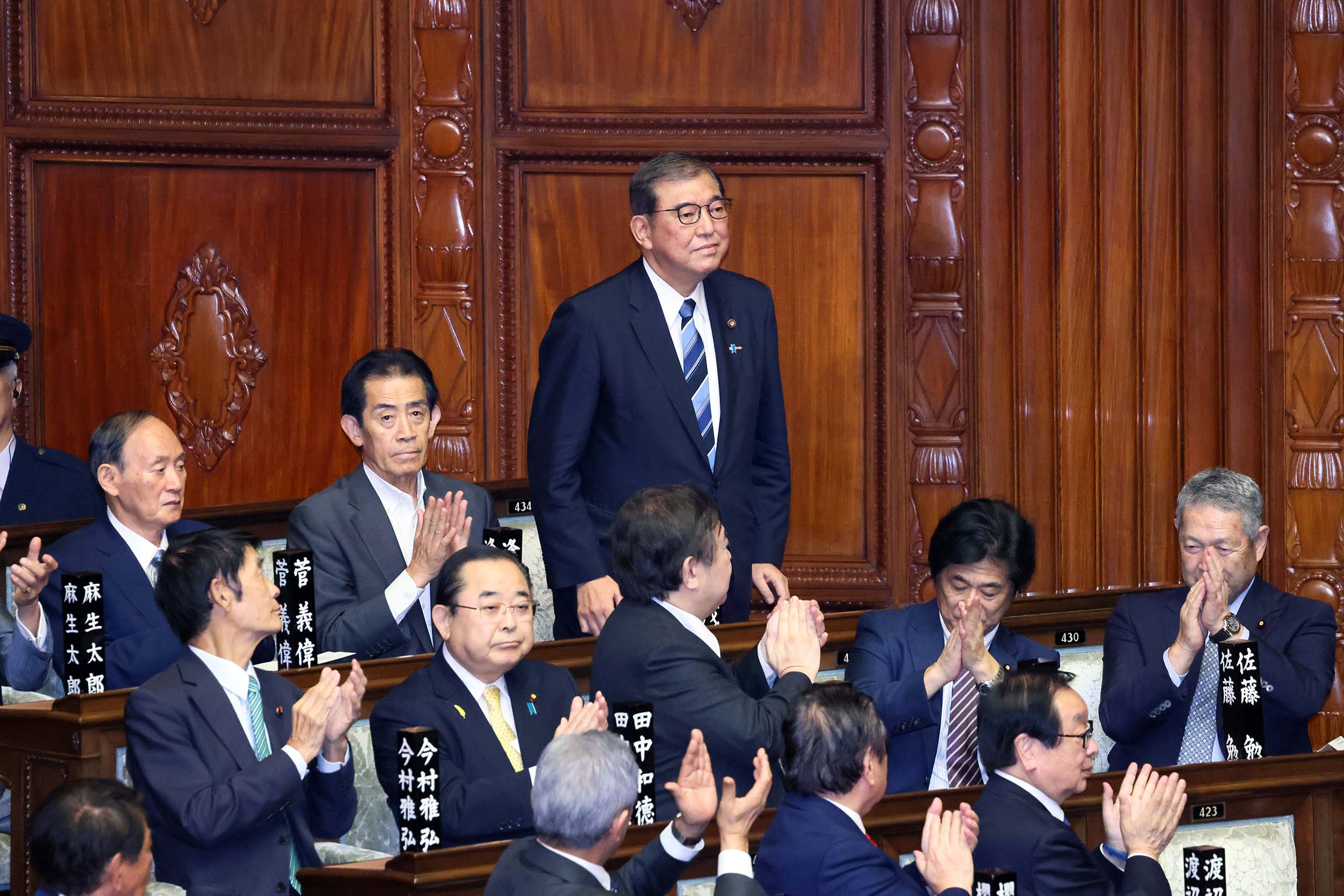
衆議院において内閣総理大臣の指名を受け拍手を受ける石破茂（2024年10月1日、衆議院本会議場にて）

内閣総理大臣指名選挙（ないかくそうりだいじんしめいせんきょ）とは、日本の内閣の首長たる内閣総理大臣を指名する選挙である。首相指名選挙、首班指名選挙とも呼ばれる。
政権与党が党内で行った選挙により選ばれた党首が内閣総理大臣指名選挙を経て内閣総理大臣に就任することが大半であるが、各党が党首を選出するために行う選挙（例：自由民主党総裁選挙）と内閣総理大臣指名選挙は異なるものである。

## 概説
内閣が総辞職した場合、又は内閣総理大臣が欠けた場合、日本国憲法第67条の規定により、国会において文民である国会議員から内閣総理大臣を指名する。
通常の議事とは異なり衆議院と参議院での先議・後議はなく、内閣総理大臣の指名は衆参の両議院がそれぞれ独立して行う。
内閣総理大臣指名選挙の手続は、国会法、議院規則、先例に基づいて、以下の通り行っている：
1. 衆議院、参議院双方別々に記名投票を行い、各院一名の指名者を決める（過半数の票を得た議員がその院の指名者になる。そのような議員がいなければ、上位2人による決選投票でその院の指名者を決める）。
2. 両院の指名者が一致していれば、その人物を内閣総理大臣に指名する。
3. 一致してなければ、両院協議会を開く。
4. 両院協議会で両院の意見が一致するか、もしくは出席協議委員の3分の2以上の多数を得た被指名者がでたらその人物を内閣総理大臣に指名する。
5. そうならなかった場合は、衆議院の優越により衆議院の指名者が内閣総理大臣になる。

以上のように、事実上、衆議院議決で過半数を得た候補が内閣総理大臣に指名される。
その後に被指名者は、日本国憲法第6条の規定により、皇居での親任式において天皇による任命を受けて、正式に内閣総理大臣に就任する。

## 指名の資格
内閣総理大臣の指名を受ける資格として日本の国会議員であること（日本国憲法第67条第1項）と文民であること（日本国憲法第66条第2項）が義務付けられている。

### 国会議員
内閣総理大臣は国会議員の中から指名される（日本国憲法第67条第1項）。
ただし、過去の内閣総理大臣の指名選挙(首班指名)において、参議院議員が内閣総理大臣に指名されたことは一度もない。内閣総理大臣が事実上の権限を持っている衆議院解散において、自らの議員職を賭けない立場で衆議院解散を行うことについて否定的に捉えられていることや様々な法規定で衆議院の優越規定があることから、政治的慣例上として「衆議院議員が内閣総理大臣に就任することがふさわしい」という風潮が定着している。
過去に「参議院議員は内閣総理大臣になることができるのか」という質問主意書が衆議院議員山井和則から出されたことがあり、2009年（平成21年）3月10日に麻生内閣は『日本国憲法は、第六十七条第一項前段において「内閣総理大臣は、国会議員の中から国会の議決で、これを指名する」と規定している』と答弁している。
なお、内閣総理大臣が国会議員であることは選任要件であると同時に在職要件でもあるとされている。

### 文民
内閣総理大臣は文民でなければならない（日本国憲法第66条第2項）。志願将校としては旧日本海軍少佐の中曽根康弘と旧日本陸軍少尉の竹下登、学徒動員では旧陸軍少尉の宇野宗佑、徴兵では旧陸軍軍曹の村山富市が軍歴を持つが、いずれも旧軍解体後の日本国憲法下で内閣総理大臣に指名され任命されている。自衛隊出身者が指名された例はないが、同じく文民でなければならないとされる国務大臣（防衛大臣含む）に自衛隊退職者が就任した例はある。

## 指名の手続

### 両院での指名の手続
内閣は国会法第64条に基づき、衆議院と参議院の議長に内閣の総辞職又は内閣総理大臣の欠缺を通知する。通知を行うのは内閣総辞職の場合には内閣総理大臣、内閣総理大臣の欠缺の場合には内閣総理大臣臨時代理である。この通知は会期中でない場合でも法定の事実が発生したときには直ちに行われる（閉会中に通知されたときは開会後に指名選挙が行われる）。
各院の本会議において、当該通知を受けた旨を議長が議員に報告し、その後直ちに内閣総理大臣の指名を行う（衆議院規則第18条第1項及び参議院規則第20条第1項）。
内閣総理大臣の指名は他の全ての案件に先立って行う（日本国憲法第67条）。内閣総理大臣が指名されないままの状態にあることは国政上において重大な支障をきたすためである。ただし、条理上、院の構成など正常な議事運営を行い議院が有効に活動するための前提となる手続（議長選挙や副議長選挙など役員の選任、会期の決定、議席の指定など）については先決問題として内閣総理大臣指名選挙よりも前に行われることとなっており（昭和53年衆議院先例集69、昭和53年参議院先例録77）、これは憲法が予定するところあるいは憲法の許容するところと解されている。
内閣総理大臣指名選挙は投票によって行われている（衆議院規則第18条第1項及び参議院規則第20条第1項）。衆議院規則（第18条第4項）及び参議院規則（第20条第4項）には、各院での指名について「投票によらず動議その他の方法で指名できる」旨の規定があるが、両院とも過去この方法で指名された例はない。

#### 投票

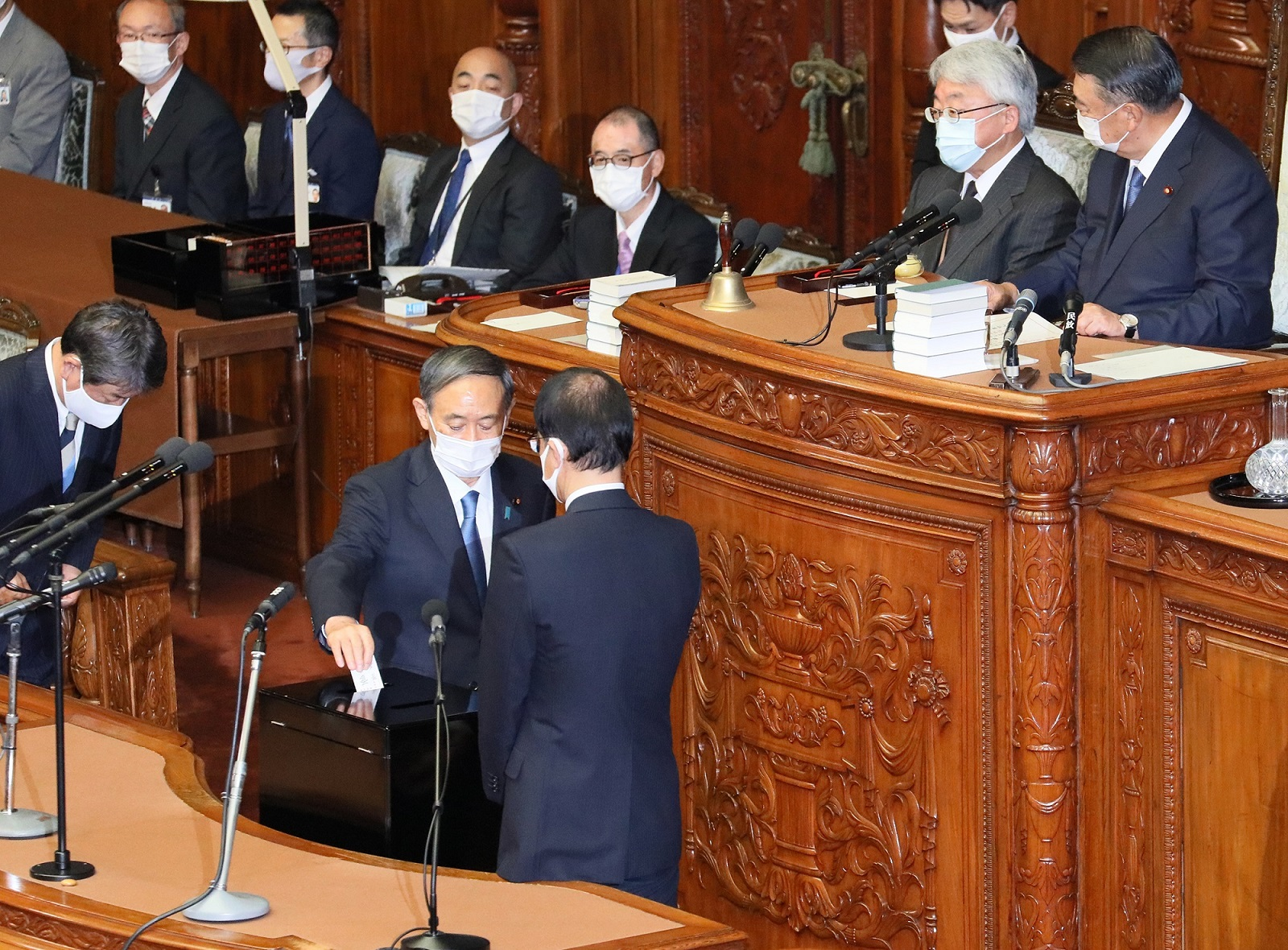
内閣総理大臣指名選挙にて投票する菅義偉（2020年9月16日、衆議院本会議場にて）

内閣総理大臣の指名は単記記名投票によって行う。議長選挙が無記名投票であるのに対して内閣総理大臣指名選挙は記名投票となっている。
投票に際して、衆議院においては議席に配付の投票用紙に被選人の氏名を記載しなおかつ投票者本人の氏名も記載する。参議院では議席に配付された投票用紙には予め投票者本人の氏名が押印されており被選人の氏名を記載する。以前は木札の名刺札（白色）も添える必要があったが、参議院では1955年以降の内閣総理大臣指名選挙では廃止されており、また、衆議院でも2008年の内閣総理大臣指名選挙以降は投票用紙のみとなっている。
議長は内閣総理大臣の指名を行うことを告げ、投票方法の説明ののち参事に点呼を命じる。点呼は議席番号順に行われ議員は壇上（衆議院は時計回り、参議院は反時計回り）に上がり票を投じる。投票終了後、議長が「投票漏れはありませんか」と投票漏れがないか確認し、投票漏れがなければ議長の「投票漏れなしと認めます。投票箱閉鎖・開票。」の宣告が入り開票作業に入る。なお、後述のように内閣総理大臣の指名など選挙手続における投票の場合においては表決における記名投票の場合とは異なり議場を閉鎖しない（表決の項目も参照）。
慣例により参議院議長は投票しないこととなっている。衆議院議長及び両院の副議長は投票している。衆議院議長が記入した投票用紙は事務総長を通じて参事に渡され、参事が代理で票を投じる。

#### 開票
議長は投票終了確認後、投票箱の閉鎖を宣告し、参事に投票の計算及び投票の点検を命じる。
開票作業は参事により行なわれるが、衆議院では閣僚席後側のテーブル（内閣総理大臣が座る箇所の後側で、事務次長などが座る箇所）にて、参議院では演壇にて行なわれたのち、事務次長に集計・記録を行なう。そして結果が記載された用紙を事務総長に最終確認し、議長に手渡される。
白紙の票、国会議員以外の者を記載した票、被指名者の特定が困難な票（同姓の国会議員がいる場合で姓のみを記載した票は按分票とされず無効票とされるのが先例である）、投票者の氏名の記載を欠く票（投票者の記載が必要な衆議院のみ）などはすべて無効票となる。なお、後述の決選投票となったときは決選投票の際に対象となっている者以外の者を記載した票も無効票となる。
衆議院においては、投票結果の報告に先立って衆議院議長が投票総数及び本投票の過半数と無効票について報告し、それに引き続いて事務総長から開票結果が報告される。参議院においては参議院議長が開票結果を報告することになっている。

#### 指名

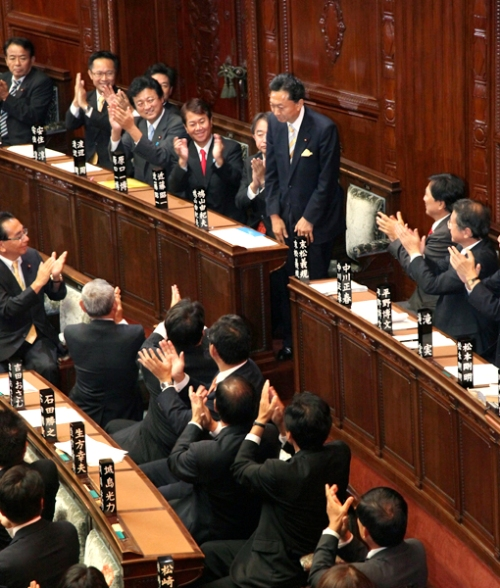
衆議院において内閣総理大臣の指名を受け一礼する鳩山由紀夫（2009年9月16日、衆議院本会議場にて）

投票総数の過半数の票を得た議員がその議院における被指名者となる（衆議院規則第18条第2項及び参議院規則第20条第2項）。ここでいう投票総数には白票を含む無効票を算入する。過半数算定の基準は表決の場合には出席議員数であるのに対して、内閣総理大臣の指名等の選挙の場合には投票総数である。したがって、表決における記名投票とは異なり内閣総理大臣の指名等の選挙の場合には出席議員数を固定する必要はなく投票の間にも議場は閉鎖されない。
初回の投票で有効投票総数の過半数の票を得た議員がいない場合には、上位2人による決選投票により決する（衆議院規則第18条第3項及び参議院規則第20条第3項）。衆議院規則及び参議院規則は決選投票については「過半数を得た者」ではなく「多数を得た者」と規定しており（衆議院規則第18条第3項・第8条第2項及び参議院規則第20条第3項）、決選投票の場合には過半数ではなく相対多数で足りる。過去の決選投票の例では、1979年（昭和54年）11月6日に行われた衆議院での内閣総理大臣指名選挙の決選投票で多くの野党議員などが棄権し、大平正芳138票、福田赳夫121票、無効252票となった例がある（四十日抗争）。なお、決選投票の開票結果の報告は初回の投票とほぼ同様であるが相対多数とされているため決選投票では過半数の報告はない。
なお、開票の結果によっては、指名手続において抽選をしなければならない場合を生じることがある。初回の投票で投票の過半数を得た者がなく決選投票を行うべき2人を定めるにあたり得票数が同じとき（1位の者が同じ得票数で3人以上あるいは2位の者が同じ得票数で2人以上おり決選投票進出者を決する必要がある場合）または決選投票で当選人を定めるにあたり得票数が同じときには、得票同数者を対象にくじ引き（抽選）を行い決選投票進出者又は当選者を決する（衆議院規則第18条第3項・第8条第2項、参議院規則第20条3項）。このときに使用される抽選札は、箱の中に銀紙に包まれた丸玉が2個あり、包装されている銀紙を解き、黒玉を引いた者がその議院における被指名者となる。ちなみに過去の国会においてこの抽選が実施された事例は1度もない。
以上の手続が終了すると議長から指名された者の発表がなされる。上述のように衆議院では事務総長から投票の結果が報告されるため、衆議院の場合、議長は事務総長による投票結果の報告に引き続いて「右の結果、○○○○君を、衆議院規則第18条第2項（決選投票で決まった場合は、第3項と読み上げる）により、本院において内閣総理大臣に指名することに決まりました」と宣言する。これに対して参議院では参議院議長自ら投票結果を報告することになっているため、参議院の場合、議長は自らの投票結果の報告に引き続いて「よって、本院は、○○○○君を内閣総理大臣に指名することに決しました」と宣言する。
なお、日本国憲法第67条前段の「内閣総理大臣は、国会議員の中から国会の議決で、これを指名する」という規定は、内閣総理大臣は国会の意思決定によって指名されることを意味するもので「指名」とは別に改めて「議決」が必要であるという意味ではない。1955年の改正前の衆議院規則第18条及び参議院規則第20条は、日本国憲法第67条前段における「議決」と「指名」を別のものとみる前提に立っていたため、まず指名すべき者を投票で定めた上でその者を指名することの可否について議決を行うという二段階の手続がとられていた。
しかし、学説の多くは当時から日本国憲法第67条において「指名」とは別に「議決」が必要であるとみるのは無用かつ無意味であるとみていた。実際、第2回国会での内閣総理大臣指名選挙において、二段階の手続をとるこのような方法には問題があることが露呈した。この1948年（昭和23年）2月21日の内閣総理大臣指名選挙の参議院での指名手続では、一回目の投票（投票総数218票、吉田茂101票、芦田均99票ほか）で過半数を得た者がいなかったため、決選投票が行われた結果、投票総数216票、吉田茂104票、芦田均102票、白票7、無効3で吉田茂が指名された（下記の「衆議院と異なる参議院の議決」参照） 。それに続いて、指名される者を吉田茂とすることについて議決が行われ、まず起立採決が行われたが異議が出たため記名投票となり、その結果、投票総数218票、賛成105票、反対113票で否決されるという事態を生じた。参議院議長は一時休憩とし議院運営委員会に諮り、その結果、参議院議長が議院規則上の疑義裁定権を行使して指名のみを残して指名後の議決は無かったものとし、参議院においては吉田茂を指名することについて異議なく承認するという形がとられた（衆議院では芦田均が指名された）。各院の指名手続において「指名」と「議決」の二段階の手続をとることについては以上のような問題も生じたことから、1955年（昭和30年）に衆議院規則及び参議院規則は改正されている。ただ、参議院規則第20条第2項が単に「投票の過半数を得た者を指名された者とする」と規定しているのに対して、衆議院規則第18条第2項は「投票の過半数を得た者を指名される者とし、その者について指名の議決があつたものとする」と規定しており、参議院規則と衆議院規則とでは文言上に多少の相違があり、衆議院規則の規定の仕方に対しては未だに「議決」に拘泥していると問題を指摘する見解がある。

### 両院での指名後の手続
各院ともに指名後は散会あるいは暫時休憩となる場合が多い。「暫時休憩」は一方の議院がまだ確定していない場合で衆議院がほとんどである。両院とも指名された者が同一であれば暫時休憩がそのまま散会となる。
各議院において内閣総理大臣の指名を議決した時は国会法第86条の規定により、内閣総理大臣の指名について他の議院に通知され、両院における指名の議決（被指名者）が同一人であるときは、その議員が内閣総理大臣となる。
両院で被指名者の議決が異なった場合は、参議院は両院協議会を求めなければならない（国会法第86条2項）。両院協議会で両院の意見が一致せず、あるいは出席協議委員の3分の2以上の多数を得た被指名者がなかったときは、衆議院の優越によって衆議院の議決が国会の議決となる（日本国憲法第67条第2項）。また、衆議院での議決後、国会休会中の期間を除いて10日以内に参議院が議決をしないときは衆議院の議決が国会の議決となる（日本国憲法第67条第2項、自然指名）。
事実上、衆議院の議決で過半数を得た候補が内閣総理大臣に指名される。国会法の規定により、議決は衆議院議長が内閣（総辞職後であるため職務執行内閣）を経由して奏上する（国会法第65条）。それとは別に、衆議院議長が参内して天皇に直接報告することも慣行上行われている。
その後に被指名者は、日本国憲法第6条の規定により、皇居での親任式において天皇による任命を受けて、正式に内閣総理大臣に就任する。

## 一覧及び先例

### 内閣総理大臣指名選挙一覧

#### 衆議院における内閣総理大臣指名選挙
| 代  | 回 次 | 回 次 | 指名日                      | 1位（被指名者） | 1位（被指名者） | 1位（被指名者） | 2位        | 2位        | 2位 | 票 差 | 備考 |
| 代  | 回 次 | 回 次 | 指名日                      | 名前            | 政党            | 票              | 名前       | 政党       | 票  | 票 差 | 備考 |
| --- | ----- | ----- | --------------------------- | --------------- | --------------- | --------------- | ---------- | ---------- | --- | ----- | --- |
| 46  | 1     | 特    | 1947年（昭和22年） 5月23日  | 片山哲          | 日本社会党      | 420             | 吉田茂     | 日本自由党 | 1   | 419   | 指名は憲政の常道に基づきほぼ全会一致で投票が行われた。 「指名」と「議決」の二段階手続（投票後に異議なし採決） |
| 46  | 1     | 特    | 1947年（昭和22年） 5月23日  | 片山哲          | 日本社会党      | 420             | 齋藤晃     | 立憲養正会 | 1   | 419   | 指名は憲政の常道に基づきほぼ全会一致で投票が行われた。 「指名」と「議決」の二段階手続（投票後に異議なし採決） |
| 47  | 2     | 常    | 1948年（昭和23年） 2月21日  | 芦田均          | 民主党          | 216             | 吉田茂     | 日本自由党 | 180 | 36    | 民主党は第3党。 「指名」と「議決」の二段階手続（投票後に異議なし採決） |
| 48  | 3     | 臨    | 1948年（昭和23年） 10月14日 | 吉田茂          | 民主自由党      | 184             | 片山哲     | 日本社会党 | 87  | 97    | 決選投票（吉田茂185票、片山哲1票、票差184票） 憲政の常道に基づき野党の大部分が指名の決選投票では白票を投じた（無効213票）。 「指名」と「議決」の二段階手続（投票後に異議なし採決）                                                                 |
| 49  | 5     | 特    | 1949年（昭和24年） 2月11日  | 吉田茂          | 民主自由党      | 350             | 浅沼稲次郎 | 日本社会党 | 86  | 264   | 「指名」と「議決」の二段階手続（投票後に異議なし採決） 浅沼は党書記長（片山が落選したため。）。 |
| 50  | 15    | 特    | 1952年（昭和27年） 10月24日 | 吉田茂          | 自由党          | 247             | 重光葵     | 改進党     | 88  | 159   | 「指名」と「議決」の二段階手続（投票後に異議なし採決） |
| 51  | 16    | 特    | 1953年（昭和28年） 5月19日  | 吉田茂          | 自由党          | 203             | 重光葵     | 改進党     | 104 | 99    | 決選投票（吉田茂204票、重光葵115票、票差89票） 「指名」と「議決」の二段階手続（投票後に異議なし採決） |
| 52  | 20    | 臨    | 1954年（昭和29年） 12月9日  | 鳩山一郎        | 日本民主党      | 257             | 緒方竹虎   | 自由党     | 191 | 66    | 民主党は第2党。 「指名」と「議決」の二段階手続（投票後に異議なし採決） |
| 53  | 22    | 特    | 1955年（昭和30年） 3月18日  | 鳩山一郎        | 日本民主党      | 254             | 鈴木茂三郎 | 左派社会党 | 160 | 94    | 「指名」と「議決」の二段階手続（投票後に異議なし採決） |
| 54  | 23    | 臨    | 1955年（昭和30年） 11月22日 | 鳩山一郎        | 自由民主党      | 288             | 鈴木茂三郎 | 日本社会党 | 150 | 138   | 衆議院規則改正により二段階手続を解消。 |
| 55  | 26    | 常    | 1956年（昭和31年） 12月20日 | 石橋湛山        | 自由民主党      | 291             | 鈴木茂三郎 | 日本社会党 | 150 | 141   | |
| 56  | 26    | 常    | 1957年（昭和32年） 2月25日  | 岸信介          | 自由民主党      | 276             | 鈴木茂三郎 | 日本社会党 | 129 | 147   | 岸は副総理で石橋総裁より後任総裁に指名。 |
| 57  | 29    | 特    | 1958年（昭和33年） 6月12日  | 岸信介          | 自由民主党      | 290             | 鈴木茂三郎 | 日本社会党 | 162 | 128   | |
| 58  | 35    | 臨    | 1960年（昭和35年） 7月18日  | 池田勇人        | 自由民主党      | 275             | 浅沼稲次郎 | 日本社会党 | 121 | 154   | |
| 59  | 37    | 特    | 1960年（昭和35年） 12月7日  | 池田勇人        | 自由民主党      | 290             | 江田三郎   | 日本社会党 | 141 | 149   | 江田は委員長代行（浅沼が死去したため。）。 |
| 60  | 45    | 特    | 1963年（昭和38年） 12月9日  | 池田勇人        | 自由民主党      | 280             | 河上丈太郎 | 日本社会党 | 137 | 143   | |
| 61  | 47    | 臨    | 1964年（昭和39年） 11月9日  | 佐藤栄作        | 自由民主党      | 283             | 河上丈太郎 | 日本社会党 | 137 | 146   | 佐藤は池田総裁より後任総裁に指名。 |
| 62  | 55    | 特    | 1967年（昭和42年） 2月17日  | 佐藤栄作        | 自由民主党      | 279             | 佐々木更三 | 日本社会党 | 131 | 148   | |
| 63  | 63    | 特    | 1970年（昭和45年） 1月14日  | 佐藤栄作        | 自由民主党      | 297             | 成田知巳   | 日本社会党 | 89  | 208   | |
| 64  | 69    | 臨    | 1972年（昭和47年） 7月6日   | 田中角栄        | 自由民主党      | 297             | 成田知巳   | 日本社会党 | 86  | 211   | |
| 65  | 71    | 特    | 1972年（昭和47年） 12月22日 | 田中角栄        | 自由民主党      | 280             | 成田知巳   | 日本社会党 | 116 | 164   | |
| 66  | 74    | 臨    | 1974年（昭和49年） 12月9日  | 三木武夫        | 自由民主党      | 278             | 成田知巳   | 日本社会党 | 117 | 161   | |
| 67  | 79    | 臨    | 1976年（昭和51年） 12月24日 | 福田赳夫        | 自由民主党      | 256             | 成田知巳   | 日本社会党 | 122 | 134   | |
| 68  | 86    | 臨    | 1978年（昭和53年） 12月7日  | 大平正芳        | 自由民主党      | 254             | 下平正一   | 日本社会党 | 116 | 138   | 下平は副委員長（飛鳥田委員長が非国会議員のため。）。 |
| 69  | 89    | 特    | 1979年（昭和54年） 11月6日  | 大平正芳        | 自由民主党      | 135             | 福田赳夫   | 自由民主党 | 125 | 10    | 決選投票（大平正芳138票、福田赳夫121票、票差17票） 自民党の党内抗争により非主流派が福田を擁立（四十日抗争）。 |
| 70  | 92    | 特    | 1980年（昭和55年） 7月17日  | 鈴木善幸        | 自由民主党      | 291             | 飛鳥田一雄 | 日本社会党 | 106 | 185   | |
| 71  | 97    | 臨    | 1982年（昭和57年） 11月26日 | 中曽根康弘      | 自由民主党      | 287             | 飛鳥田一雄 | 日本社会党 | 102 | 185   | |
| 72  | 101   | 特    | 1983年（昭和58年） 12月26日 | 中曽根康弘      | 自由民主党      | 265             | 石橋政嗣   | 日本社会党 | 114 | 151   | |
| 73  | 106   | 特    | 1986年（昭和61年） 7月22日  | 中曽根康弘      | 自由民主党      | 304             | 石橋政嗣   | 日本社会党 | 84  | 220   | |
| 74  | 110   | 臨    | 1987年（昭和62年） 11月6日  | 竹下登          | 自由民主党      | 299             | 土井たか子 | 日本社会党 | 145 | 154   | |
| 75  | 114   | 常    | 1989年（平成元年） 6月2日   | 宇野宗佑        | 自由民主党      | 285             | 土井たか子 | 日本社会党 | 139 | 146   | |
| 76  | 115   | 臨    | 1989年（平成元年） 8月9日   | 海部俊樹        | 自由民主党      | 294             | 土井たか子 | 日本社会党 | 142 | 152   | |
| 77  | 118   | 特    | 1990年（平成2年） 2月27日   | 海部俊樹        | 自由民主党      | 286             | 土井たか子 | 日本社会党 | 146 | 140   | |
| 78  | 122   | 臨    | 1991年（平成3年） 11月5日   | 宮澤喜一        | 自由民主党      | 276             | 田邊誠     | 日本社会党 | 140 | 136   | |
| 79  | 127   | 特    | 1993年（平成5年） 8月6日    | 細川護煕        | 日本新党        | 262             | 河野洋平   | 自由民主党 | 224 | 38    | 日本新党は第5党。 |
| 80  | 129   | 常    | 1994年（平成6年） 4月25日   | 羽田孜          | 新生党          | 274             | 河野洋平   | 自由民主党 | 207 | 67    | 新生党は第3党。 |
| 81  | 129   | 常    | 1994年（平成6年） 6月29日   | 村山富市        | 日本社会党      | 241             | 海部俊樹   | 無所属     | 220 | 21    | 決選投票（村山富市261票、海部俊樹214票、票差47票） 社会党は第2党。 海部は非自社さの首班候補に擁立され自民党を離党。 |
| 82  | 135   | 臨    | 1996年（平成8年） 1月11日   | 橋本龍太郎      | 自由民主党      | 288             | 小沢一郎   | 新進党     | 167 | 121   | |
| 83  | 138   | 特    | 1996年（平成8年） 11月7日   | 橋本龍太郎      | 自由民主党      | 262             | 小沢一郎   | 新進党     | 152 | 110   | |
| 84  | 143   | 臨    | 1998年（平成10年） 7月30日  | 小渕恵三        | 自由民主党      | 268             | 菅直人     | 民主党     | 164 | 104   | |
| 85  | 147   | 常    | 2000年（平成12年） 4月5日   | 森喜朗          | 自由民主党      | 335             | 鳩山由紀夫 | 民主党     | 95  | 240   | |
| 86  | 148   | 特    | 2000年（平成12年） 7月4日   | 森喜朗          | 自由民主党      | 284             | 鳩山由紀夫 | 民主党     | 130 | 154   | |
| 87  | 151   | 常    | 2001年（平成13年） 4月26日  | 小泉純一郎      | 自由民主党      | 287             | 鳩山由紀夫 | 民主党     | 127 | 160   | |
| 88  | 158   | 特    | 2003年（平成15年） 11月19日 | 小泉純一郎      | 自由民主党      | 281             | 菅直人     | 民主党     | 186 | 95    | |
| 89  | 163   | 特    | 2005年（平成17年） 9月21日  | 小泉純一郎      | 自由民主党      | 340             | 前原誠司   | 民主党     | 114 | 226   | |
| 90  | 165   | 臨    | 2006年（平成18年） 9月26日  | 安倍晋三        | 自由民主党      | 339             | 小沢一郎   | 民主党     | 115 | 224   | |
| 91  | 168   | 臨    | 2007年（平成19年） 9月25日  | 福田康夫        | 自由民主党      | 338             | 小沢一郎   | 民主党     | 117 | 221   | |
| 92  | 170   | 臨    | 2008年（平成20年） 9月24日  | 麻生太郎        | 自由民主党      | 337             | 小沢一郎   | 民主党     | 117 | 220   | |
| 93  | 172   | 特    | 2009年（平成21年） 9月16日  | 鳩山由紀夫      | 民主党          | 327             | 若林正俊   | 自由民主党 | 119 | 208   | 若林は両院議員総会長（衆院選で大敗し、野党転落となった総裁の麻生に対する投票を望まない議員の反発による白紙投票を避け、自由民主党が全員一致で投票できる候補として指名。なお、麻生は内閣総理大臣指名選挙に先立ってこの日の午前に総裁を辞任した。）。 |
| 94  | 174   | 常    | 2010年（平成22年） 6月4日   | 菅直人          | 民主党          | 313             | 谷垣禎一   | 自由民主党 | 116 | 197   | |
| 95  | 177   | 常    | 2011年（平成23年） 8月30日  | 野田佳彦        | 民主党          | 308             | 谷垣禎一   | 自由民主党 | 118 | 190   | |
| 96  | 182   | 特    | 2012年（平成24年） 12月26日 | 安倍晋三        | 自由民主党      | 328             | 海江田万里 | 民主党     | 57  | 271   | |
| 97  | 188   | 特    | 2014年（平成26年） 12月24日 | 安倍晋三        | 自由民主党      | 328             | 岡田克也   | 民主党     | 73  | 255   | 岡田は代表代行（海江田が総選挙で落選し、代表を辞任したため。）。 |
| 98  | 195   | 特    | 2017年（平成29年） 11月1日  | 安倍晋三        | 自由民主党      | 312             | 枝野幸男   | 立憲民主党 | 60  | 252   | |
| 99  | 202   | 臨    | 2020年（令和2年） 9月16日   | 菅義偉          | 自由民主党      | 314             | 枝野幸男   | 立憲民主党 | 134 | 180   | |
| 100 | 205   | 臨    | 2021年（令和3年） 10月4日   | 岸田文雄        | 自由民主党      | 311             | 枝野幸男   | 立憲民主党 | 124 | 187   | |
| 101 | 206   | 特    | 2021年（令和3年） 11月10日  | 岸田文雄        | 自由民主党      | 297             | 枝野幸男   | 立憲民主党 | 108 | 189   | 枝野は総選挙の結果を受け立憲民主党の代表職について辞意を表明していたが、その時期を特別国会閉会日としていたため枝野への投票がなされた。 |
| 102 | 214   | 臨    | 2024年（令和6年） 10月1日   | 石破茂          | 自由民主党      | 291             | 野田佳彦   | 立憲民主党 | 100 | 191   | |
| 103 | 215   | 特    | 2024年（令和6年） 11月11日  | 石破茂          | 自由民主党      | 221             | 野田佳彦   | 立憲民主党 | 151 | 70    | 決選投票（石破茂221票、野田佳彦160票、票差61票） |

#### 参議院における内閣総理大臣指名選挙
| 代  | 回 次 | 回 次 | 指名日                      | 1位（被指名者） | 1位（被指名者） | 1位（被指名者） | 2位        | 2位        | 2位 | 票 差 | 備考 |
| 代  | 回 次 | 回 次 | 指名日                      | 名前            | 政党            | 票              | 名前       | 政党       | 票  | 票 差 | 備考 |
| --- | ----- | ----- | --------------------------- | --------------- | --------------- | --------------- | ---------- | ---------- | --- | ----- | --- |
| 46  | 1     | 特    | 1947年（昭和22年） 5月23日  | 片山哲          | 日本社会党      | 205             | 幣原喜重郎 | 民主党     | 1   | 204   | 指名は憲政の常道に基づきほぼ全会一致で投票が行われた。 「指名」と「議決」の二段階手続（投票後に起立採決） |
| 46  | 1     | 特    | 1947年（昭和22年） 5月23日  | 片山哲          | 日本社会党      | 205             | 尾崎行雄   | 無所属     | 1   | 204   | 指名は憲政の常道に基づきほぼ全会一致で投票が行われた。 「指名」と「議決」の二段階手続（投票後に起立採決） |
| 47  | 2     | 常    | 1948年（昭和23年） 2月21日  | 吉田茂          | 日本自由党      | 101             | 芦田均     | 民主党     | 99  | 2     | 決選投票（吉田茂104票、芦田均102票、票差2票） 「指名」と「議決」の二段階手続（「指名」後に行われた「議決」の記名投票において反対票が賛成票を上回る事態が生じたため、議長が疑義裁定権を行使して指名後の議決をなかったものとすることとした上で異議なし採決で吉田を指名することを本院の議決とした。）。 衆議院と異なる者を被指名者として指名（両院協議会で両議院の意見は一致せず憲法第67条第2項の規定により衆議院で指名された芦田均が被指名者となった。）。 |
| 48  | 3     | 臨    | 1948年（昭和23年） 10月14日 | 吉田茂          | 民主自由党      | 144             | 片山哲     | 日本社会党 | 29  | 115   | 「指名」と「議決」の二段階手続（投票後に異議なし採決） |
| 49  | 5     | 特    | 1949年（昭和24年） 2月11日  | 吉田茂          | 民主自由党      | 167             | 浅沼稲次郎 | 日本社会党 | 28  | 139   | 「指名」と「議決」の二段階手続（投票後に異議なし採決） |
| 50  | 15    | 特    | 1952年（昭和27年） 10月24日 | 吉田茂          | 自由党          | 126             | 鈴木茂三郎 | 左派社会党 | 35  | 91    | 「指名」と「議決」の二段階手続（投票後に異議なし採決） |
| 51  | 16    | 特    | 1953年（昭和28年） 5月19日  | 吉田茂          | 自由党          | 141             | 鈴木茂三郎 | 左派社会党 | 47  | 94    | 「指名」と「議決」の二段階手続（投票後に異議なし採決） |
| 52  | 20    | 臨    | 1954年（昭和29年） 12月9日  | 鳩山一郎        | 日本民主党      | 116             | 緒方竹虎   | 自由党     | 85  | 31    | 「指名」と「議決」の二段階手続（投票後に異議なし採決） |
| 53  | 22    | 特    | 1955年（昭和30年） 3月18日  | 鳩山一郎        | 日本民主党      | 99              | 鈴木茂三郎 | 左派社会党 | 58  | 41    | 参議院規則改正により二段階手続を解消。 |
| 54  | 23    | 臨    | 1955年（昭和30年） 11月22日 | 鳩山一郎        | 自由民主党      | 149             | 鈴木茂三郎 | 日本社会党 | 64  | 85    | |
| 55  | 26    | 常    | 1956年（昭和31年） 12月20日 | 石橋湛山        | 自由民主党      | 150             | 鈴木茂三郎 | 日本社会党 | 77  | 73    | |
| 56  | 26    | 常    | 1957年（昭和32年） 2月25日  | 岸信介          | 自由民主党      | 147             | 鈴木茂三郎 | 日本社会党 | 70  | 77    | |
| 57  | 29    | 特    | 1958年（昭和33年） 6月12日  | 岸信介          | 自由民主党      | 132             | 鈴木茂三郎 | 日本社会党 | 74  | 58    | |
| 58  | 35    | 臨    | 1960年（昭和35年） 7月18日  | 池田勇人        | 自由民主党      | 143             | 浅沼稲次郎 | 日本社会党 | 69  | 74    | |
| 59  | 37    | 特    | 1960年（昭和35年） 12月7日  | 池田勇人        | 自由民主党      | 134             | 江田三郎   | 日本社会党 | 62  | 72    | |
| 60  | 45    | 特    | 1963年（昭和38年） 12月9日  | 池田勇人        | 自由民主党      | 138             | 河上丈太郎 | 日本社会党 | 55  | 83    | |
| 61  | 47    | 臨    | 1964年（昭和39年） 11月9日  | 佐藤栄作        | 自由民主党      | 146             | 河上丈太郎 | 日本社会党 | 56  | 90    | |
| 62  | 55    | 特    | 1967年（昭和42年） 2月17日  | 佐藤栄作        | 自由民主党      | 123             | 佐々木更三 | 日本社会党 | 60  | 63    | |
| 63  | 63    | 特    | 1970年（昭和45年） 1月14日  | 佐藤栄作        | 自由民主党      | 126             | 成田知巳   | 日本社会党 | 56  | 70    | |
| 64  | 69    | 臨    | 1972年（昭和47年） 7月6日   | 田中角栄        | 自由民主党      | 133             | 成田知巳   | 日本社会党 | 62  | 71    | |
| 65  | 71    | 特    | 1972年（昭和47年） 12月22日 | 田中角栄        | 自由民主党      | 128             | 成田知巳   | 日本社会党 | 60  | 68    | |
| 66  | 74    | 臨    | 1974年（昭和49年） 12月9日  | 三木武夫        | 自由民主党      | 130             | 成田知巳   | 日本社会党 | 66  | 64    | |
| 67  | 79    | 臨    | 1976年（昭和51年） 12月24日 | 福田赳夫        | 自由民主党      | 125             | 成田知巳   | 日本社会党 | 64  | 61    | |
| 68  | 86    | 臨    | 1978年（昭和53年） 12月7日  | 大平正芳        | 自由民主党      | 126             | 下平正一   | 日本社会党 | 52  | 74    | |
| 69  | 89    | 特    | 1979年（昭和54年） 11月6日  | 大平正芳        | 自由民主党      | 78              | 飛鳥田一雄 | 日本社会党 | 51  | 27    | 決選投票（大平正芳97票、飛鳥田一雄52票、票差45票） |
| 70  | 92    | 特    | 1980年（昭和55年） 7月17日  | 鈴木善幸        | 自由民主党      | 134             | 飛鳥田一雄 | 日本社会党 | 49  | 85    | |
| 71  | 97    | 臨    | 1982年（昭和57年） 11月26日 | 中曽根康弘      | 自由民主党      | 130             | 飛鳥田一雄 | 日本社会党 | 50  | 80    | |
| 72  | 101   | 特    | 1983年（昭和58年） 12月26日 | 中曽根康弘      | 自由民主党      | 131             | 石橋政嗣   | 日本社会党 | 47  | 84    | |
| 73  | 106   | 特    | 1986年（昭和61年） 7月22日  | 中曽根康弘      | 自由民主党      | 139             | 石橋政嗣   | 日本社会党 | 45  | 94    | |
| 74  | 110   | 臨    | 1987年（昭和62年） 11月6日  | 竹下登          | 自由民主党      | 143             | 土井たか子 | 日本社会党 | 72  | 71    | |
| 75  | 114   | 常    | 1989年（平成元年） 6月2日   | 宇野宗佑        | 自由民主党      | 124             | 土井たか子 | 日本社会党 | 65  | 59    | |
| 76  | 115   | 臨    | 1989年（平成元年） 8月9日   | 土井たか子      | 日本社会党      | 112             | 海部俊樹   | 自由民主党 | 109 | 3     | 決選投票（土井たか子127票、海部俊樹109票、票差18票） 衆議院と異なる者を被指名者として指名（両院協議会で両議院の意見は一致せず、憲法第67条第2項の規定により衆議院で指名された海部が被指名者となった。）。 |
| 77  | 118   | 特    | 1990年（平成2年） 2月27日   | 海部俊樹        | 自由民主党      | 111             | 土井たか子 | 日本社会党 | 91  | 20    | |
| 78  | 122   | 臨    | 1991年（平成3年） 11月5日   | 宮澤喜一        | 自由民主党      | 115             | 田邊誠     | 日本社会党 | 85  | 30    | |
| 79  | 127   | 特    | 1993年（平成5年） 8月6日    | 細川護煕        | 日本新党        | 132             | 河野洋平   | 自由民主党 | 93  | 39    | |
| 80  | 129   | 常    | 1994年（平成6年） 4月25日   | 羽田孜          | 新生党          | 127             | 河野洋平   | 自由民主党 | 95  | 32    | |
| 81  | 129   | 常    | 1994年（平成6年） 6月29日   | 村山富市        | 日本社会党      | 148             | 海部俊樹   | 無所属     | 63  | 85    | |
| 82  | 135   | 臨    | 1996年（平成8年） 1月11日   | 橋本龍太郎      | 自由民主党      | 158             | 小沢一郎   | 新進党     | 69  | 89    | 不破哲三14、笹野貞子3、矢田部理3、白票4 |
| 83  | 138   | 特    | 1996年（平成8年） 11月7日   | 橋本龍太郎      | 自由民主党      | 145             | 小沢一郎   | 新進党     | 68  | 77    | |
| 84  | 143   | 臨    | 1998年（平成10年） 7月30日  | 小渕恵三        | 自由民主党      | 103             | 菅直人     | 民主党     | 98  | 5     | 決選投票（菅直人142票、小渕恵三103票、票差39票） 衆議院と異なる者を被指名者として指名（両院協議会で両議院の意見は一致せず、憲法67条2項の規定により衆議院で指名された小渕が被指名者となった。）。 |
| 85  | 147   | 常    | 2000年（平成12年） 4月5日   | 森喜朗          | 自由民主党      | 137             | 鳩山由紀夫 | 民主党     | 56  | 81    | |
| 86  | 148   | 特    | 2000年（平成12年） 7月4日   | 森喜朗          | 自由民主党      | 133             | 鳩山由紀夫 | 民主党     | 60  | 73    | |
| 87  | 151   | 常    | 2001年（平成13年） 4月26日  | 小泉純一郎      | 自由民主党      | 138             | 鳩山由紀夫 | 民主党     | 59  | 79    | |
| 88  | 158   | 特    | 2003年（平成15年） 11月19日 | 小泉純一郎      | 自由民主党      | 136             | 菅直人     | 民主党     | 81  | 55    | |
| 89  | 163   | 特    | 2005年（平成17年） 9月21日  | 小泉純一郎      | 自由民主党      | 134             | 前原誠司   | 民主党     | 84  | 50    | |
| 90  | 165   | 臨    | 2006年（平成18年） 9月26日  | 安倍晋三        | 自由民主党      | 136             | 小沢一郎   | 民主党     | 85  | 51    | |
| 91  | 168   | 臨    | 2007年（平成19年） 9月25日  | 小沢一郎        | 民主党          | 117             | 福田康夫   | 自由民主党 | 106 | 11    | 決選投票（小沢一郎133票、福田康夫106票、票差27票） 衆議院と異なる者を被指名者として指名（両院協議会で両議院の意見は一致せず、憲法第67条第2項の規定により衆議院で指名された福田が被指名者となった。）。 |
| 92  | 170   | 臨    | 2008年（平成20年） 9月24日  | 小沢一郎        | 民主党          | 120             | 麻生太郎   | 自由民主党 | 108 | 12    | 決選投票（小沢一郎125票、麻生太郎108票、票差17票） 衆議院と異なる者を被指名者として指名（両院協議会で両議院の意見は一致せず、憲法第67条第2項の規定により衆議院で指名された麻生が被指名者となった。）。 |
| 93  | 172   | 特    | 2009年（平成21年） 9月16日  | 鳩山由紀夫      | 民主党          | 124             | 若林正俊   | 自由民主党 | 84  | 40    | 若林は両院議員総会長（衆院選で大敗し、野党転落となった総裁の麻生に対する投票を望まない議員の反発による白紙投票を避け、自由民主党が全員一致で投票できる候補として指名。なお、麻生は内閣総理大臣指名選挙に先立ってこの日の午前に総裁を辞任した。）。 |
| 94  | 174   | 常    | 2010年（平成22年） 6月4日   | 菅直人          | 民主党          | 123             | 谷垣禎一   | 自由民主党 | 71  | 52    | |
| 95  | 177   | 常    | 2011年（平成23年） 8月30日  | 野田佳彦        | 民主党          | 110             | 谷垣禎一   | 自由民主党 | 85  | 25    | 決選投票（野田佳彦110票、谷垣禎一107票、票差3票） |
| 96  | 182   | 特    | 2012年（平成24年） 12月26日 | 安倍晋三        | 自由民主党      | 107             | 海江田万里 | 民主党     | 87  | 20    | 決選投票（安倍晋三107票、海江田万里96票、票差11票） |
| 97  | 188   | 特    | 2014年（平成26年） 12月24日 | 安倍晋三        | 自由民主党      | 135             | 岡田克也   | 民主党     | 61  | 74    | 岡田は代表代行（海江田が総選挙で落選し、代表を辞任したため。）。 |
| 98  | 195   | 特    | 2017年（平成29年） 11月1日  | 安倍晋三        | 自由民主党      | 151             | 大塚耕平   | 民進党     | 48  | 103   | |
| 99  | 202   | 臨    | 2020年（令和2年） 9月16日   | 菅義偉          | 自由民主党      | 142             | 枝野幸男   | 立憲民主党 | 78  | 64    | |
| 100 | 205   | 臨    | 2021年（令和3年） 10月4日   | 岸田文雄        | 自由民主党      | 141             | 枝野幸男   | 立憲民主党 | 65  | 76    | |
| 101 | 206   | 特    | 2021年（令和3年） 11月10日  | 岸田文雄        | 自由民主党      | 141             | 枝野幸男   | 立憲民主党 | 60  | 81    | |
| 102 | 214   | 臨    | 2024年（令和6年） 10月1日   | 石破茂          | 自由民主党      | 143             | 野田佳彦   | 立憲民主党 | 45  | 98    | |
| 103 | 215   | 特    | 2024年（令和6年） 11月11日  | 石破茂          | 自由民主党      | 142             | 野田佳彦   | 立憲民主党 | 46  | 96    | |

内閣総理大臣指名において衆議院と異なる者を指名した例は過去に5例ある。いずれも「内閣総理大臣の指名両院協議会」で成案を得るに至らず、両院の議決が一致しなかったため衆議院の議決が国会の議決とされた。したがって、参議院側だけが指名した人物がその時に首相就任となったことは一度もないが、後の内閣総理大臣指名選挙において（政治状況の変化により両院で指名され）首相となった例はある（吉田茂・菅直人）。

### 衆議院における参議院議員への票
| 位 | 衆院議決日                 | 名前       | 政党         | 票  | 総票 | 得票率 |
| -- | -------------------------- | ---------- | ------------ | --- | ---- | ------ |
| 1  | 1960年（昭和35年）12月7日  | 江田三郎   | 日本社会党   | 141 | 454  | 31.06% |
| 2  | 2009年（平成21年）9月16日  | 若林正俊   | 自由民主党   | 119 | 480  | 24.79% |
| 3  | 2021年（令和3年）11月10日  | 片山虎之助 | 日本維新の会 | 41  | 465  | 8.82%  |
| 4  | 1979年（昭和54年）11月6日  | 宮本顕治   | 日本共産党   | 41  | 504  | 8.13%  |
| 5  | 1972年（昭和47年）12月22日 | 野坂参三   | 日本共産党   | 40  | 486  | 8.23%  |
| 6  | 2011年（平成23年）8月30日  | 山口那津男 | 公明党       | 21  | 476  | 4.41%  |
| 7  | 2017年（平成29年）11月1日  | 大塚耕平   | 民進党       | 16  | 465  | 3.44%  |
| 7  | 2024年（令和6年）11月11日  | 山本太郎   | れいわ新選組 | 9   | 465  | 1.94%  |
| 8  | 2012年（平成24年）12月26日 | 森裕子     | 日本未来の党 | 7   | 475  | 1.47%  |
| 9  | 2010年（平成22年）6月4日   | 福島瑞穂   | 社会民主党   | 7   | 477  | 1.47%  |
| 10 | 2024年（令和6年）11月11日  | 神谷宗幣   | 参政党       | 3   | 465  | 0.65%  |
| 11 | 1996年（平成8年）1月11日   | 笹野貞子   | 民主改革連合 | 2   | 480  | 0.42%  |
| 12 | 1996年（平成8年）1月11日   | 矢田部理   | 新社会党     | 2   | 480  | 0.42%  |
| 13 | 1979年（昭和54年）11月6日  | 田英夫     | 社会民主連合 | 2   | 504  | 0.40%  |
| 14 | 2012年（平成24年）12月26日 | 自見庄三郎 | 国民新党     | 1   | 475  | 0.21%  |
| 15 | 2010年（平成22年）6月4日   | 舛添要一   | 新党改革     | 1   | 477  | 0.21%  |
| 16 | 2000年（平成12年）7月4日   | 椎名素夫   | 無所属の会   | 1   | 478  | 0.21%  |

- 同一議員につき多数回の得票事例がある場合は、各人につき最高得票率の1回分のみを記載する。
- 総票には、衆議院の慣例に従い、無効票も含む（ただし、木札のみを提出し投票用紙を提出しなかった者は棄権扱いとなるため含まない）。